# Einundfünfzig
Einundfünfzig ist ein einfaches Kartenspiel für zwei bis vier Spieler, zumeist Kinder.

## Die Regeln

### Die Karten und ihre Werte
Einundfünfzig wird mit einem Paket französischer Karten zu 32 Blatt gespielt. Die Karten zählen wie folgt:
- Ein Ass zählt ein Auge,
- ein König vier Augen,
- eine Dame drei Augen,
- ein Bube zwei Augen,
- ein Zehner minus ein Auge,
- ein Neuner null Augen,
- ein Achter acht Augen und
- ein Siebener ein oder sieben Augen (gemäß freier Wahl des Spielers).

Die Farben spielen bei Einundfünfzig keine Rolle.

### Das Spiel
Nach dem Mischen lässt der Kartengeber abheben, gibt jedem Spieler fünf Karten und legt eine weitere Karte offen auf den Tisch. Die restlichen Karten werden als Talon verdeckt daneben gelegt.
 Vorhand nimmt nun die oberste Karte vom Talon (er kauft sie), ordnet sie bei seinen Karten ein  und legt dann eine von seinen sechs Karten wieder ab, offen auf die neben dem Talon bereits liegende Karte (den im Spielverlauf anwachsenden Kartenstapel). Dabei nennt er den Wert seiner und den der aufgedeckt liegenden Karte. Wenn auf dem Kartenstapel als oberste Karte z. B. ein König liegt und  Vorhand legt einen Buben darauf, sagt er „4 + 2 = 6“.
Auf diese Weise wird das Spiel fortgesetzt. Der nächste Spieler addiert den Wert der von ihm offen abgelegten Karte zum Wert des offen liegenden Kartenstapels. Legt er z. B. eine Acht ab, sagt er „6 + 8 = 14“; würde er stattdessen eine Zehn ablegen, so müsste er  ansagen: „6 − 1 = 5“ .
Wird im Laufe eines Spieles der Talon aufgebraucht, kann nicht mehr gekauft werden; die Spieler müssen, sofern sie an der Reihe sind, von ihren anfangs fünf Karten jeweils eine auf dem Kartenstapel ablegen. 
Sobald einer der Spieler mit seiner gerade abgelegten Karte den Wert des Ablegestapels auf einundfünfzig Augen oder mehr erhöht, ist das Spiel beendet; der betr. Spieler hat das Spiel verloren.